# Paul Berger (Pfarrer)
Paul Berger (* 3. Oktober 1920 in Ostermundigen; † 23. April 2004 in Ortschwaben, Gemeinde Meikirch) war ein Schweizer Obdachlosenpfarrer.

## Leben und Wirken
Als Beamter im Eidgenössischen Militärdepartement ließ er sich nebenbei zum Sozialarbeiter ausbilden, absolvierte ab 1960 einen Pfarrer-Sonderkurs der Universität Bern und trat als 44-Jähriger in den Kirchendienst ein. Er war zuerst Pfarrer in Eggiwil und in Grossaffoltern und später Seelsorger in der Strafanstalt Witzwil sowie Mitbegründer mehrerer Drogentherapieeinrichtungen. Dazu gehören u. a. das Aebihus in Brüttelen und das Wohnheim für Strafentlassene Haus Felsenau. 1979 wurde er Vorsteher des Amts für Drogenfragen der Evangelisch-reformierten Kirche des Kantons Bern. Auch nach seiner Pensionierung engagierte er sich noch für Randständige, u. a. in dem 1987 von ihm gegründeten Verein Seelsorgetaxi Bern.

## Auszeichnungen
- 1985 wurde ihm als Begleiter und Beistand der Schwachen, … Anwalt der Gefangenen und Feind aller Selbstgerechtigkeit die Ehrendoktorwürde der Theologischen Fakultät der Universität Bern verliehen.
- 1992 erhielt er die Medaille des Burgerrats der Stadt Bern.